# Pfarrhaus Bayersried (Eggenthal)

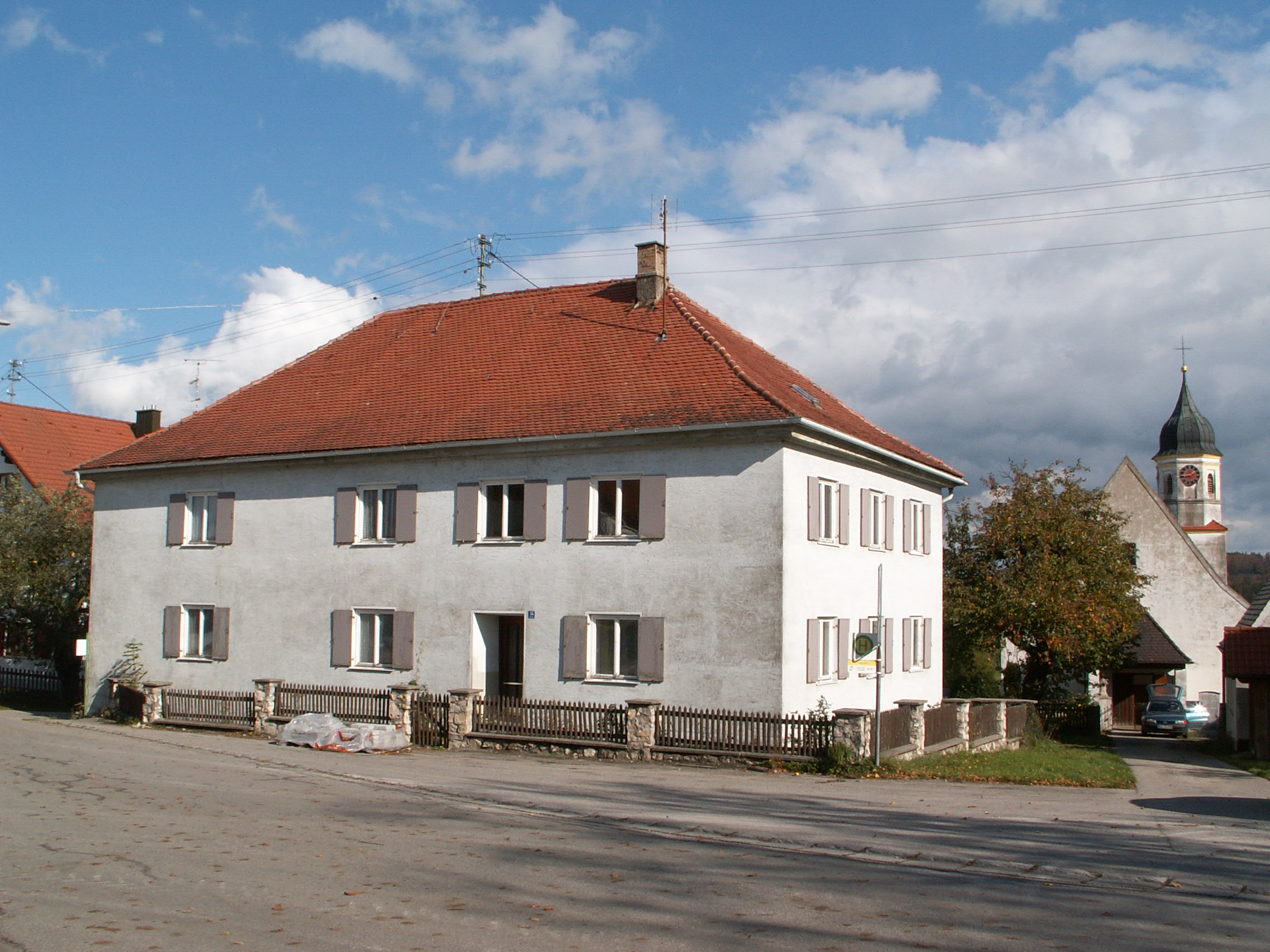
Ehemaliges Pfarrhaus in Bayersried

Das Pfarrhaus in Bayersried, einem Gemeindeteil von Eggenthal im Landkreis Ostallgäu im bayerischen Regierungsbezirk Schwaben, wurde ab 1829 errichtet. Das ehemalige Pfarrhaus mit der Hausnummer 34, westlich der katholischen Pfarrkirche St. Nikolaus, ist ein geschütztes Baudenkmal.
Der zweigeschossige Walmdachbau besitzt vier zu drei Fensterachsen. 